# Tyler Bunz
Tyler Bunz (* 11. Februar 1992 in Regina, Saskatchewan) ist ein ehemaliger kanadischer Eishockeytorwart, der während seiner aktiven Karriere zwischen 2008 und 2015 unter anderem ein Spiel für die Edmonton Oilers in der National Hockey League bestritten hat, hauptsächlich aber in der American Hockey League und ECHL spielte.

## Karriere
Bunz verbrachte zwischen 2008 und 2012 eine erfolgreiche Juniorenzeit bei den Medicine Hat Tigers in der Western Hockey League. Binnen der vier Jahre wurde der Torwart zweimal ins All-Star-Team gewählt und am Ende der Saison 2011/12 zudem mit der Del Wilson Trophy als bester Torwart der Liga ausgezeichnet.
Nachdem er bereits im NHL Entry Draft 2010 in der fünften Runde an 121. Stelle von den Edmonton Oilers aus der National Hockey League ausgewählt worden war, nahmen ihn diese im März 2012 unter Vertrag. Mit Beginn der Spielzeit 2012/13 setzten sie ihn bei den Stockton Thunder in der ECHL ein. Dort bestritt er 37 Spiele. Zudem absolvierte er eine Partie für die Oklahoma City Barons in der American Hockey League. Die Saison 2013/14 stellte schließlich einen Rückschritt dar, da er selbst in der ECHL bei den Bakersfield Condors nicht über die Reservistenrolle hinter Laurent Brossoit hinaus kam. So absolvierte er lediglich 18 Saisonspiele, davon fünf für die Barons in der AHL.
Zu allem Überfluss erlitt er am 22. März 2014 eine lebensbedrohliche Verletzung, nachdem ein Puck ihn mit voller Wucht im Halsbereich getroffen hatte. Bunz erlitt eine Fraktur des Kehlkopfes, ebenso wurden seine Stimmbänder in Mitleidenschaft gezogen. Dennoch konnte auf eine Operation verzichtet werden und Bunz verließ nur zwei Tage nach dem Vorfall das Krankenhaus. Nach einem langen Rehabilitationsprozess konnte der Torwart die Saison 2014/15 bei den Wichita Thunder beginnen und war im Saisonverlauf auch wieder für Oklahoma City aktiv. Am 2. April 2015 feierte er schließlich sein Debüt in der NHL für die Edmonton Oilers, als er im Schlussdrittel der Partie gegen die Los Angeles Kings für zwölf Minuten Ben Scrivens ersetzte.
Nach der Spielzeit beendete Bunz im Alter von 23 Jahren seine aktive Karriere.

## Erfolge und Auszeichnungen
- 2011 WHL East Second All-Star Team
- 2012 WHL East First All-Star Team
- 2012 Del Wilson Trophy

## Karrierestatistik
(Legende zur Torhüterstatistik: GP oder Sp = Spiele insgesamt; W oder S = Siege; L oder N = Niederlagen; T oder U oder OT = Unentschieden oder Overtime- bzw. Shootout-Niederlage; Min. = Minuten; SOG oder SaT = Schüsse aufs Tor; GA oder GT = Gegentore; SO = Shutouts; GAA oder GTS = Gegentorschnitt; Sv% oder SVS% = Fangquote; EN = Empty Net Goal; 1 Play-downs/Relegation; Kursiv: Statistik nicht vollständig)